# 一緒に暮らしていいですか?
『一緒に暮らしていいですか？』（いっしょにくらしていいですか）は、流石景による日本の漫画作品。『グランドジャンプむちゃ』（集英社）にて、2023年3月号から2023年11月号まで連載。その後『グランドジャンプ』（同）に移籍し、2023年23号から連載されている。流石景にとって初の集英社連載漫画。

## あらすじ
「幸せな家庭」を夢見る園田寛美は、職を失い同棲中の彼女に振られてしまう。そんなときに、間違えて女性専用シェアハウスに入居してしまう。

## 登場人物
園田寛美（そのだ ひろみ）
本作の主人公。男性。27歳。
谷川りり（たにがわ りり）
美大生。20歳。容姿端麗な美女。５歳の時に外国人のアルコール依存症の母と母子家庭であったが飲酒運転で死傷者を出してしまう。別れた日本人の父と父方の祖母と暮らしていたが、周囲や祖母から犯罪者の子供として差別を受けていた。
その生い立ちや幼少期から絵を描くことが好きで県で何度も絵画コンクールで金賞を取るほどの実力を持つため奨学金で美大に入学。
岩木美桜（いわき みお）
アイドル。19歳。
大江杏寿（おおえ あんじゅ）
フリーター。24歳。
丹沢 椿咲（たんざわ つばき）
SE。27歳。
霧島 紫莉（きりしま ゆかり）
ポールダンサー。31歳。最年長でもあるのか落ち着いた性格でまとめ役でもある。

## 書誌情報
- 流石景 『一緒に暮らしていいですか？』 集英社〈ヤングジャンプ コミックス〉、既刊5巻（2025年6月18日現在）
  1. 2023年10月19日発売[1][6]、ISBN 978-4-08-892871-5
  2. 2024年2月19日発売[7]、ISBN 978-4-08-893133-3
  3. 2024年9月19日発売[8]、ISBN 978-4-08-893389-4
  4. 2025年3月18日発売[9]、ISBN 978-4-08-893650-5
  5. 2025年6月18日発売[10]、ISBN 978-4-08-893705-2